# Santo Domingo Zanatepec (kommun)
Santo Domingo Zanatepec är en kommun i Mexiko.   Den ligger i delstaten Oaxaca, i den sydöstra delen av landet, 600 km sydost om huvudstaden Mexico City.
Följande samhällen finns i Santo Domingo Zanatepec:
- Santo Domingo Zanatepec